# Batak (Bulgária)
Batak (búlgaro: Батак) é uma cidade da Bulgária, localizada no distrito de Pazardzhik. A sua população era de 3.498 habitantes segundo o censo de 2010.

## População
| Batak | Batak | Batak | Batak | Batak | Batak | Batak | Batak | Batak | Batak | Batak | Batak | Batak | Batak | Batak | Batak | Batak | Batak | Batak | Batak |
| --- | ----- | ----- | ----- | ----- | ----- | ----- | ----- | ----- | ----- | ----- | ----- | ----- | ----- | ----- | ----- | ----- | ----- | ----- | ----- |
| Ano | 1887  | 1910  | 1934  | 1946  | 1956  | 1965  | 1975  | 1985  | 1992  | 2001  | 2002  | 2003  | 2004  | 2005  | 2006  | 2007  | 2008  | 2009  | 2010  |
| População |       |       |       | …     | …     | 6,678 | 5,839 | 5,075 | 4,588 | 4,143 | 4,089 | 4,060 | 3,964 | 3,855 | 3,782 | 3,702 | 3,621 | 3,562 | 3,498 |
| Fontes: Instituto Nacional de Estatísticas, „citypopulation.de“, „pop-stat.mashke.org“, Bulgarian Academy of Sciences |       |       |       |       |       |       |       |       |       |       |       |       |       |       |       |       |       |       |       |